# (36385) 2000 OT31
2000 OT31 (asteroide 36385) é um asteroide da cintura principal. Possui uma excentricidade de 0.17677000 e uma inclinação de 6.03928º.
Este asteroide foi descoberto no dia 30 de julho de 2000 por LINEAR em Socorro.